# 크란지역

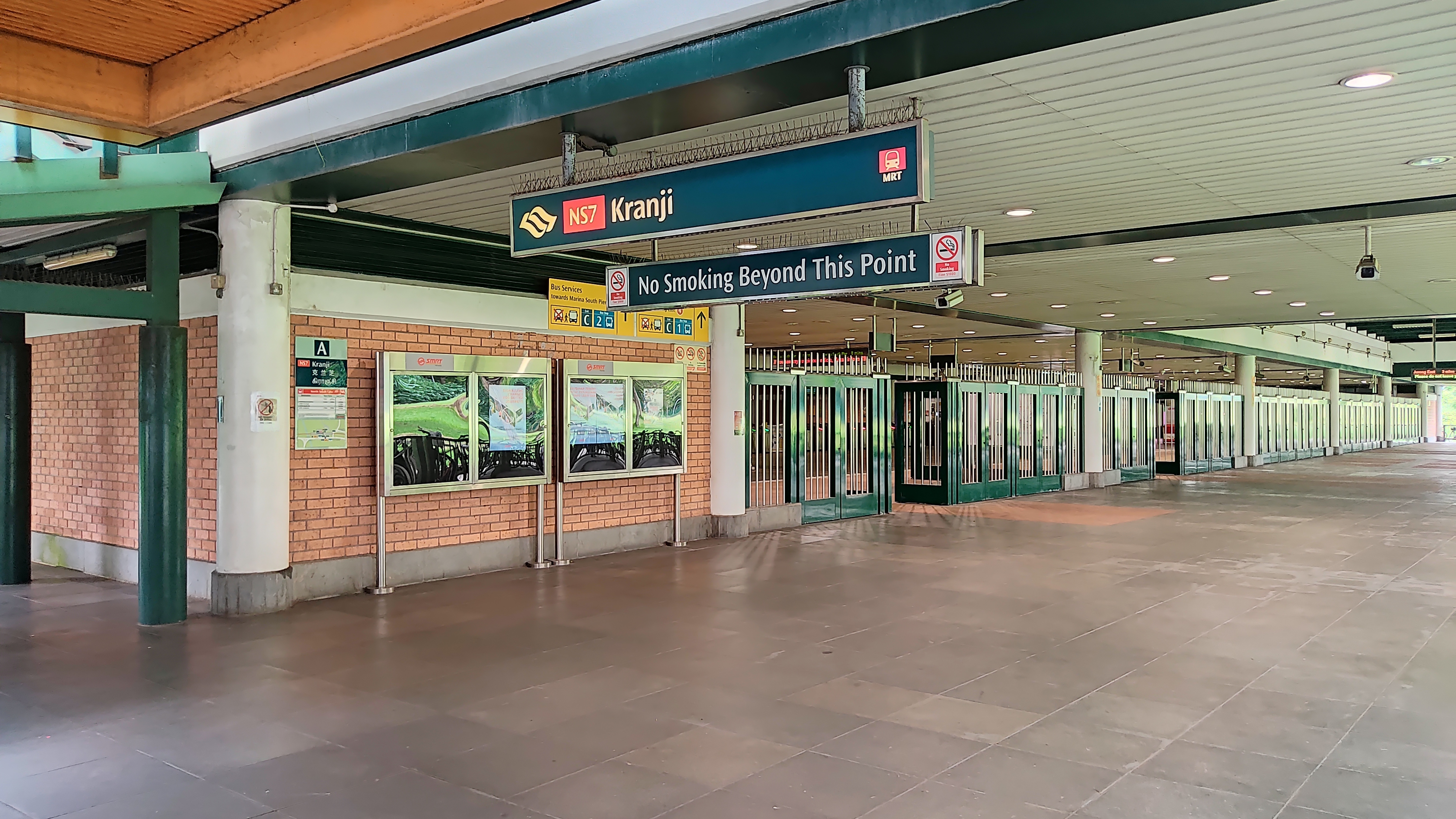

크란지역(Kranji MRT station)은 NSL(노스사우스선)의 고가 MRT(Mass Rapid Transit) 역이다. 우드랜즈 로드를 따라 싱가포르 숭게이 카두트에 위치한 이 회사는 싱가포르 터프 클럽(Singapore Turf Club)과 우드랜즈 웨이퍼 패브리케이션 파크(Woodlands Wafer Fabrication Park)를 제공한다. 역은 SMRT 열차에 의해 운영된다.
원래는 우드랜즈 MRT 확장 계획의 일부가 아니었지만 크란지역은 나중에 1992년 11월에 포함되었다. 1996년 2월 10일에 다른 우드랜즈 확장 역과 함께 완공된 이 역은 역 중 가장 크며 싱가포르 터프 클럽을 찾는 많은 방문객을 수용할 수 있도록 설계되었다. 캄풍 스타일의 지붕으로 설계된 이 역은 다른 교통 수단과 통합되어 있으며 조호바루까지 국경을 넘는 버스 서비스를 제공한다.